# Luise Finke
Luise Finke (* 13. Februar 1917 in Elbing; † 26. Oktober 2002, geboren als Luise Lockemann) war eine deutsche Pädagogin und Leichtathletin.

## Leben
Luise Lockemann kam mit ihren Eltern 1926 nach Jena, wo der Vater Theodor Lockemann einen Ruf als Direktor der Universitätsbibliothek erhalten hatte. Als Schülerin war sie eine aktive Leichtathletin, die für den Verein für Bewegungsspiele Jena (VfB) bei vielen Wettbewerben erfolgreich antrat. Seit Beginn der 1930er Jahre war sie mit Siegfriede Dempe eng befreundet, stand als Leichtathletin jedoch in deren Schatten. Ab 1934 studierte Luise Lockemann an der Universität Marburg Leibesübungen und trat mehrfach bei Studentenmeisterschaften erfolgreich an. Nach Beendigung des Studiums wurde sie 1938 technische Lehrerin an der „Bildungsanstalt für Frauenberufe – Töpfer“ in Weimar. 1939 wurde sie Lehramtsanwärterin an der staatlichen Oberschule in Jena, wurde aber schon 1940 an das Institut für Leibesübungen der Universität Jena abgestellt. Als noch in der Ausbildung befindliche Lehramtskandidatin durfte sie weiter bei Hochschulmeisterschaften starten und erreichte ihre größten Erfolge in den Jahren 1938 bis 1940, in denen sie für die Universität Jena antrat. Zugleich setzte sie ihre Karriere als Leichtathletin fort, trainierte unter Fritz Huhn und wurde 1939 in Wien Studentenweltmeisterin im Hoch- und Weitsprung. Ihre Teilnahme an den Olympischen Spielen 1940 im Weitsprungwettbewerb galt als sicher, doch der Zweite Weltkrieg verhinderte dies.
Lockemann war von 1935 bis 1941 Mitglied im Bund Deutscher Mädel (BDM) und 1939/40 Gruppensportwartin der Hitlerjugend (HJ), von 1939 bis 1941 Mitglied im NSLB und 1940 in der Nationalsozialistischen Volkswohlfahrt (NSV).
Nach Kriegsende 1945 ging die damals 28-Jährige nach Göttingen, wo sie an der Georg-August-Universität im Hochschulsport tätig war. Später zog sie nach Hannover und widmete sich neben der Leichtathletik mehr und mehr anderen Sportarten, wie dem Hockeyspiel. Zu Beginn der 1960er Jahre begann sie mit dem Orientierungslauf, dem sie bis zuletzt treu blieb. Neben der sportlichen Aktivität war Finke bis zuletzt auch als Funktionärin unter anderem im Landesfachausschuss Orientierungslauf des Niedersächsischen Turner-Bundes tätig.
Luise Finke war verheiratet. Ihre Tochter gehörte ebenfalls lange zu den erfolgreichsten Orientierungsläuferinnen Deutschlands.

## Auszeichnungen
- 1937: Deutsche Vizemeisterin im Hochsprung[3]
- 1938: Deutsche Studentinnenmeisterin im Hochsprung und Weitsprung
- 1939: Studentenweltmeisterin im Hoch- und Weitsprung
- 1940: Deutsche Studentinnen-Meisterin im Hochsprung und Weitsprung
- 1941: Deutsche Meisterschaften im Hochsprung, Bronzemedaille[3]
- 1951: Deutsche Vizemeisterin im Hochsprung[3]
- 1994: Orientierungslauf Altersklassen-Weltmeisterschaften Gold
- 1996: Orientierungslauf Altersklassen-Weltmeisterschaften Silber
- 1997: Orientierungslauf Altersklassen-Weltmeisterschaften Bronze
- 1999: Orientierungslauf Altersklassen-Weltmeisterschaften Silber
- 2001: Orientierungslauf Altersklassen-Weltmeisterschaften Silber

## Ehrungen

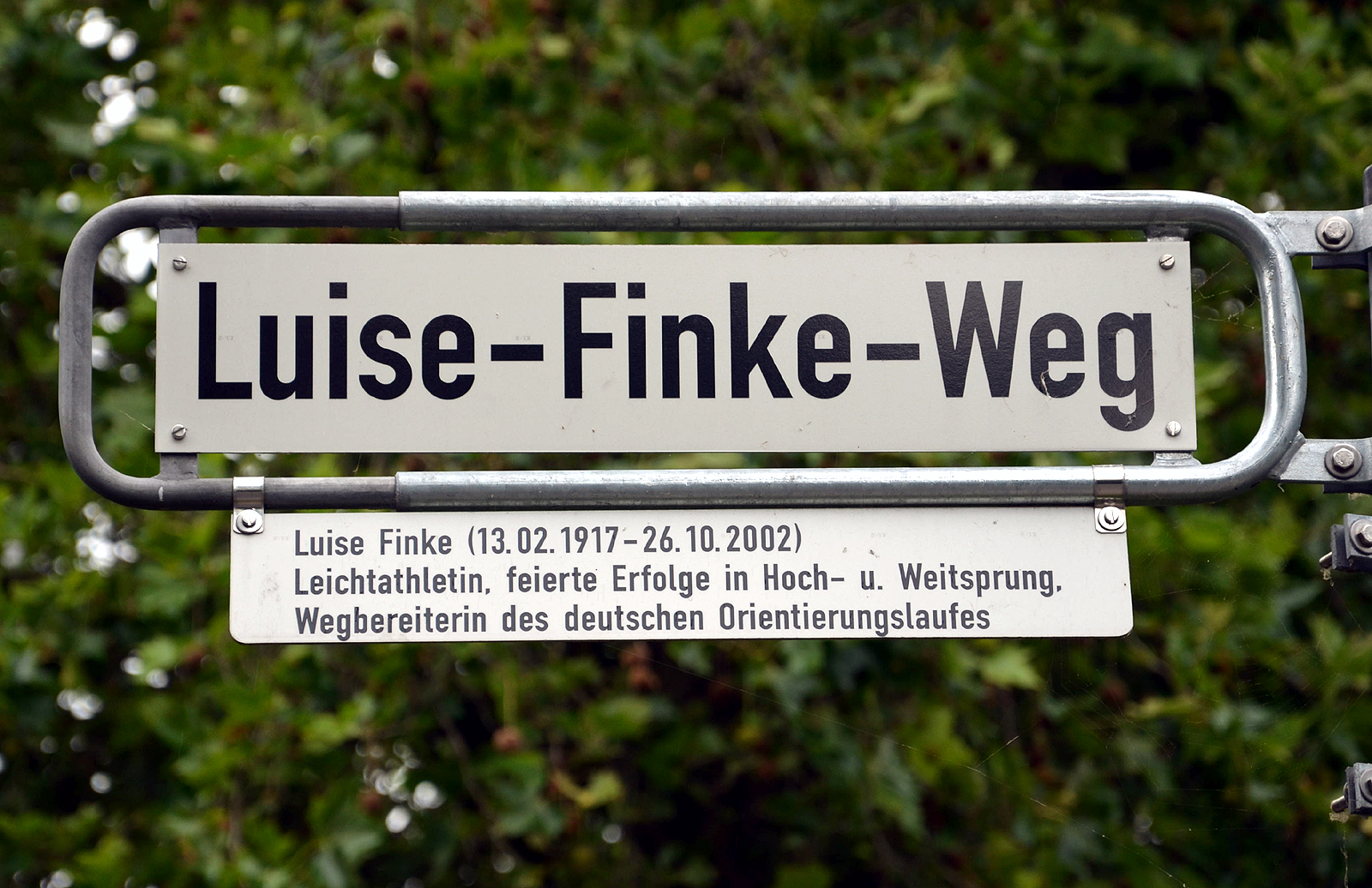
Straßenschild am Luise-Finke-Weg im Sportpark Hannover

2010 erfolgte die Benennung eines Weges südlich der heutigen HDI-Arena im Sportpark Hannover in Luise-Finke-Weg.